# Cal·líades (poeta)
Cal·líades (Calliades, Καλλιάδης) fou un poeta còmic grec esmentat per Ateneu. Només se li coneix una comèdia de nom Ἂγνοια o Agnoea, que alguns atribueixen a Dífil de Sínope.
Segons Ateneu va viure en temps de l'arcont Euclides (403 aC) i, per tant, pertanyé a la vella comèdia àtica. Dífil tanmateix era de la nova comèdia àtica i, per tant, Ateneu podria estar equivocat i segons el filòleg August Meineke, seria el mateix que el poeta Càl·lies.